# Lindsey Berg
Lindsey Napela Berg (* 16. Juli 1980 in Honolulu, Hawaii) ist eine US-amerikanische Volleyballspielerin. Seit 2003 spielt sie in der amerikanischen Nationalmannschaft.
Berg spielt Volleyball, seit sie sieben Jahre alt war. Ihre professionelle Karriere begann, als sie von 1999 bis 2001 an der University of Minnesota studierte und im Universitätsteam stand. Ab 2004 spielte Lindsey Berg bei Vereinen in Italien – erst bis 2007 bei Robursport Pesaro, 2007 und 2008 bei Asystel Volley Novara und von 2009 bis 2012 bei MC-Carnaghi Villa Cortese. Danach wechselte sie in die Türkei zum Champions-League-Sieger Fenerbahçe İstanbul. Sie übernimmt die Aufgabe der Zuspielerin.
International erfolgreich war Lindsey Berg beim Volleyball World Grand Prix (zweimal Bronze und Gold 2011) und beim Volleyball World Cup (je einmal Silber und Bronze). Bei der Volleyball-Weltmeisterschaft der Frauen 2010 erreichte sie Platz vier mit ihrer Mannschaft.
Dreimal gehörte Lindsey Berg zum Kader der amerikanischen Olympiamannschaft. 2004 in Athen unterlag das US-Team Brasilien im Viertelfinale und belegte Platz fünf. 2008 in Peking unterlagen die Amerikanerinnen wiederum Brasilien, allerdings erst im Finale, wodurch Lindsey Berg die Silbermedaille gewann. 2012 in London stand Berg mit dem US-Team erneut gegen Brasilien im Finale und erhielt nach einer 1:3-Niederlage wieder Silber.